# Olovlig kårverksamhet
Olovlig kårverksamhet är ett brott som regleras i svenska brottsbalkens 18:e kapitel 4 § om högmålsbrott, allmänt kallad kårlagen.
Lagen förbjuder att någon bildar eller deltar i en sammanslutning som utgör eller kan utvecklas till en olaglig militär trupp (paramilitär), frikår, milis eller polisstyrka. Lagen förbjuder även att någon upplåter mark eller ger finansiellt stöd till en sådan sammanslutning.
Brottet, som sällan lagförs, kan ge böter eller fängelse i högst två år. Kårlagen hade 2003 använts i domstol tre gånger, i alla tre fallen mot nationalistiska grupper. 2023 greps två män för en verksamhet som hade pågått i flera år.[Uppdatering behövs]